# 坂千秋

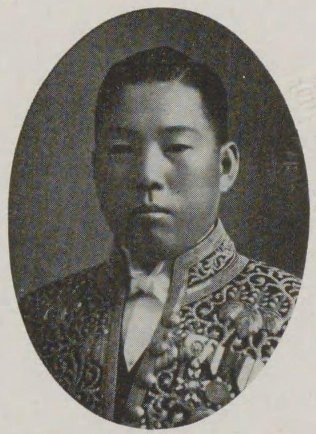
坂千秋

坂 千秋（さか ちあき、1895年（明治28年）8月28日 - 1959年（昭和34年）5月29日）は、大正後期から昭和前期の内務官僚、政治家。内務次官、官選県知事、北海道庁長官、貴族院勅選議員。

## 経歴
山口県厚狭郡厚西村厚狭（厚狭町、山陽町厚狭を経て現山陽小野田市厚狭）で、呉服業・坂幾一の二男として生まれる。豊津中学校（現福岡県立育徳館中学校・高等学校）、第一高等学校（独法科、首席）を経て、1919年（大正8年）7月、東京帝国大学法学部法律学科（独法）を卒業。1918年（大正7年）10月、高等試験行政科試験に合格し、1919年7月、内務省に入り内務属となり地方局事務官室兼府県課勤務となる。その後、佐賀県視学官、石川県理事官、内務省地方局地方債課長、専任内務書記官、地方局財務課長、同局行政課長などを歴任。
1935年（昭和10年）5月31日、岐阜県知事に就任。1937年（昭和12年）2月10日、内務省地方局長へ転じた。1939年（昭和14年）4月17日、兵庫県知事に発令された。1942年（昭和17年）6月15日、北海道庁長官に転じ、1945年（昭和20年）4月21日まで在任した。
1945年10月、内務次官に就任し、1946年（昭和21年）1月まで務めて退官した。1945年12月19日、貴族院勅選議員に任じられ、1946年5月14日まで在任。同年に公職追放となる。追放中の1948年（昭和23年）兵器処理委員会に関する問題で衆議院不当財産取引調査特別委員会に証人喚問された。1951年（昭和26年）8月に解除され、帝都高速度交通営団管理委員に就任した。
1959年5月29日死去。享年63。

## 著作
- 『行政法総論』日本大学、1925年。
- 『選挙法の理論と運用』良書普及会、1926年。
- 『行政法各論』日本大学出版部、1927年。
- 『比選と婦選』帝国地方行政学会、1928年。
- 『比例代表の概念とその技術』良書普及会、1932年。
- 『地方行政 上』常磐書房、1935年。
- 三宅正太郎との共著『普通選挙法要綱』改造社、1925年。

## 栄典
- 1940年（昭和15年）8月15日 - 紀元二千六百年祝典記念章[11]